# KBS World
«KBS World» — круглосуточный телеканал южнокорейской телерадиовещательной корпорации KBS, предназначенный для международной аудитории. Большинство передач транслируется на корейском языке с английскими субтитрами.
Помимо основного телеканала, штаб-квартира которого находится в Сеуле, есть также два отдельных телевизионных канала с названием «KBS World» для США и для Японии, которые находятся под управлением. соответственно, американского и японского филиалов корпорации (KBS America и KBS Japan). Канадский «KBS World» был переименован в «All TV K» в 2012 году.

## Предыстория
До «KBS World» у корпорации KBS уже был международный канал, который назывался «TV Korea» и начал трансляции в сентябре 2001 года. Целевой аудиторией «TV Korea» были этнические корейцы и граждане Кореи, проживающие за рубежом. Также телеканал поставлял корейские новости и телефильмы/телесериалы по низким ценам телекомпаниям разных стран. Даже несмотря на то, что, в отличие от «KBS World» в будущем, «TV Korea» не был круглосуточным, он привлёк широкую аудиторию в разных странах и был с радостью встречен корейцами во всём мире, хотевшими оставаться в курсе дел своей страны. Отвечая на замеченный спрос, KBS решила создать круглосуточный международный канал. «TV Korea» был расформирован, а вместо него создан «KBS World».

## История
Телеканал начал вещание 1 июля 2003 года. В отличие от «TV Korea», у которого, например, не было инфраструктуры (спутника), чтобы транслировать новости в реальном времени в Европу, «KBS World» сразу создавался с соответствующей инфраструктурой и зарезервированными для его трансляции частотами/транспондерами.
Теперь, имея свой собственный канал, KBS смог перейти от предложения зарубежным телерадиовещателям отдельных передач к предложению для трансляции в телесетях по всему миру целого собственного канала.
За 10 лет, по состоянию на 2003 год, потенциальная аудитория телеканала «KBS World» достигла 2,3 миллиарда человек.

## Передачи
Не считая англоязычных новостей и отдельных других программ, канал показывает передачи, снятые для корейской аудитории и транслируемые в Корее по телеканалам «KBS1» и «KBS2». Спектр жанров широкий, как, например, новости, самые популярные производимые компанией KBS телефильмы и телесериалы, развлекательные передачи, в том числе посвящённые корейской поп-музыке, документальные фильмы, спорт и передачи для детей. Передачи демонстрируются по-корейски с английскими субтитрами.
«KBS World» также производит документальные фильмы и подробные и глубокие программы про корейскую культуру и корейские технологии, призванные улучшать и поддерживать позитивный имидж Кореи во всём мире.
Программа новостей на английском производится специально для «KBS World» называется «KBS World News Today».